# Droguetia iners
Droguetia iners är en nässelväxtart. Droguetia iners ingår i släktet Droguetia och familjen nässelväxter.

## Underarter
Arten delas in i följande underarter:
- D. i. burchellii
- D. i. iners
- D. i. pedunculata
- D. i. urticoides